# Francin
Francin és un municipi francès situat al departament de la Savoia i a la regió d'Alvèrnia-Roine-Alps. L'any 2007 tenia 834 habitants.

## Demografia

### Població
El 2007 la població de fet de Francin era de 834 persones. Hi havia 307 famílies de les quals 57 eren unipersonals (23 homes vivint sols i 34 dones vivint soles), 100 parelles sense fills, 123 parelles amb fills i 27 famílies monoparentals amb fills.
La població ha evolucionat segons el següent gràfic:
Habitants censats

### Habitatges
El 2007 hi havia 345 habitatges, 314 eren l'habitatge principal de la família, 9 eren segones residències i 22 estaven desocupats. 274 eren cases i 70 eren apartaments. Dels 314 habitatges principals, 232 estaven ocupats pels seus propietaris, 75 estaven llogats i ocupats pels llogaters i 8 estaven cedits a títol gratuït; 2 tenien una cambra, 13 en tenien dues, 44 en tenien tres, 79 en tenien quatre i 176 en tenien cinc o més. 276 habitatges disposaven pel capbaix d'una plaça de pàrquing. A 116 habitatges hi havia un automòbil i a 181 n'hi havia dos o més.

### Piràmide de població
La piràmide de població per edats i sexe el 2009 era:
| Homes | Edats   | Dones |
| ----- | ------- | ----- |
| 0     | 95 o +  | 0     |
| 2     | 90 a 94 | 1     |
| 2     | 85 a 89 | 5     |
| 0     | 80 a 84 | 5     |
| 7     | 75 a 79 | 8     |
| 15    | 70 a 74 | 10    |
| 17    | 65 a 69 | 20    |
| 22    | 60 a 64 | 10    |
| 28    | 55 a 59 | 20    |
| 30    | 50 a 54 | 30    |
| 23    | 45 a 49 | 22    |
| 18    | 40 a 44 | 22    |
| 27    | 35 a 39 | 27    |
| 33    | 30 a 34 | 26    |
| 19    | 25 a 29 | 26    |
| 18    | 20 a 24 | 11    |
| 21    | 15 a 19 | 24    |
| 23    | 10 a 14 | 21    |
| 20    | 5 a 9   | 26    |
| 27    | 0 a 4   | 20    |

## Economia
El 2007 la població en edat de treballar era de 525 persones, 401 eren actives i 124 eren inactives. De les 401 persones actives 375 estaven ocupades (184 homes i 191 dones) i 27 estaven aturades (11 homes i 16 dones). De les 124 persones inactives 53 estaven jubilades, 42 estaven estudiant i 29 estaven classificades com a «altres inactius».

### Ingressos
El 2009 a Francin hi havia 323 unitats fiscals que integraven 870,5 persones, la mediana anual d'ingressos fiscals per persona era de 20.614 €.

### Activitats econòmiques
Dels 74 establiments que hi havia el 2007, 3 eren d'empreses extractives, 3 d'empreses de fabricació de material elèctric, 1 d'una empresa de fabricació d'elements pel transport, 3 d'empreses de fabricació d'altres productes industrials, 5 d'empreses de construcció, 17 d'empreses de comerç i reparació d'automòbils, 3 d'empreses de transport, 4 d'empreses d'hostatgeria i restauració, 3 d'empreses d'informació i comunicació, 5 d'empreses financeres, 3 d'empreses immobiliàries, 17 d'empreses de serveis, 3 d'entitats de l'administració pública i 4 d'empreses classificades com a «altres activitats de serveis».
Dels 10 establiments de servei als particulars que hi havia el 2009, 2 eren tallers de reparació d'automòbils i de material agrícola, 1 taller d'inspecció tècnica de vehicles, 1 guixaire pintor, 2 fusteries, 1 empresa de construcció, 2 perruqueries i 1 agència immobiliària.
L'únic establiment comercial que hi havia el 2009 era un supermercat.
L'any 2000 a Francin hi havia 14 explotacions agrícoles que ocupaven un total de 304 hectàrees.

## Equipaments sanitaris i escolars
El 2009 hi havia una escola elemental.

## Poblacions més properes
El següent diagrama mostra les poblacions més properes.